# 儒艮
儒艮为海牛目儒艮科草食性海生动物，類似其海牛科（Trichechidae）近亲，但栖息地不尽相同，它们是海牛目中唯一仍生存于印度-太平洋地区的物种。 和海牛科的圆尾鳍不同，儒艮的尾鳍近似于海豚的Y形尾，突出嘴外的长牙则近似其远亲大象。 虽然它们的分布范围广泛，某些地区仍有相当的数量，但在人类持续的猎杀、栖地减少以及困在渔网中溺毙的意外等已严重威胁到它们的生存。 某些地区称它们为海牛、海猪或海骆驼。

## 特徵
剛出生時之儒艮身長約1.15米（3呎9吋），體重約25-35公斤（55-77 磅）；成年後，最大身長可至4.16公尺（13呎7.78吋），体重则可达1016公斤（20𠵆）。
儒艮的體型大而呈紡錘狀，體長約2.4至2.7公尺，3公尺以上的個體相當少見，一般而言雌性的體型會比雄性大一點。皮膚光滑，外觀呈褐至暗灰色，腹部顏色較背部來得淺，體表毛髮稀疏。頸部短，但仍能有限度的轉動頭部或點頭。前肢短、呈鰭狀，末端略圓而缺乏趾甲；胸鰭是幼儒艮主要的推進力來源，成年後則轉變為以尾鰭為主。乳房1對，乳頭位於前肢基部處。儒艮沒有外耳殼，只看得到小小的耳孔，眼睛也很小。鼻孔位於吻部頂端，周圍有皮膜可在潛水時蓋住鼻孔。寬而扁平的嘴位於厚重吻部的末端下方，嘴邊的短鬚是進食時的重要工具。儒艮有2對門齒，上、下顎各有3對前臼齒與3對臼齒，但所有牙齒不會同時存在，隨著年齡增長，牠們會失去第1對門齒、所有的外露，但當閉上嘴時會被厚重的上脣蓋住而看不見；雌性極少見到外露的門齒，但少數會保留至30歲左右。
儒艮的肺很大，從胸部一直延伸至腎臟附近，由水平的橫膈膜將其與其他臟器分隔。支氣管深入肺的大部分區域，細部分支少且大半由軟骨構成，目前仍不清楚儒艮潛水時肺部是否會和鯨類一般有塌陷的情形。跟其他海洋哺乳動物比起來，牠們的脂肪層厚度較薄，同時身體周邊似乎不存在逆流熱交換系統（肢體末端的動脈與靜脈緊鄰以維持體熱不散失的一種血管構造），這可能與牠們棲息於溫暖海域有關。胃的構造簡單，大腸很大（達胃的兩倍重），推測是纖維素的主要消化場所，長度達25公尺以上，相當於小腸兩倍的長度。

## 分布
儒艮為海生（偶爾會進入淡水流域）哺乳動物，主要分布於西太平洋與印度洋海岸，特別是有豐富海草生長的地區。雖然牠們被認為棲息於淺海，但有時也會移動至較深的海域，約23公尺深。牠們的分布範圍並不連續，這可能與棲地的合適度和人類活動有關。儒艮在印度洋的由非洲東岸開始，經紅海、波斯灣、南非、馬達加斯加往東至阿拉伯海與斯里蘭卡，其中大部分地區的數量都很少。在太平洋地區包括了印尼、馬來西亞、巴布亞新幾內亞等東印度群島，往南包括了澳洲北部以外的鄰近海域，然而往北包括臺灣與沖繩等海域今日已區域種群滅絕，然而在2025年臺灣事隔88年又再發現儒艮蹤跡。

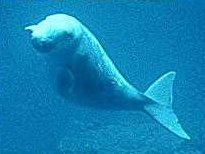
儒艮分岔的尾巴

## 習性
儒艮平均壽命約為73年。儒艮会把半個身子露在水面上，抱著儒艮幼仔進行哺乳，因此部分科学家认为儒艮是美人鱼的原型，但另一些科学家反对这个看法，因为儒艮叫声并不优美，不符合美人鱼传说的描述。
比起其近親海牛，儒艮似乎有更加複雜的社會行為。雖然常單獨行動，但也會組成6頭左右的小群體，有時會達數百頭以上，此類群體的功用為何至今仍不清楚。牠們總是悠閒地移動，泳速多在每小時10公里以下，若是被追趕時可以兩倍的速度逃竄；一般每1至2分鐘浮至水面一次，但有時會潛水達8分鐘以上。上浮時僅將吻部尖端露出水面，下潛時會像海豚一般整個身體垂直旋轉1圈。一般而言每天會游動25公里左右的距離。冬季來臨時，牠們會利用較深的水域以避開沿岸的寒冷海水。儒艮的叫聲為持續的軋軋聲或更高的尖銳聲，類似海牛。已知鯊魚、虎鯨與鱷魚偶會捕食儒艮。

### 生殖
儒艮的生殖行為與其他海牛目動物類似, 通常1隻發情的雌性會吸引眾多的雄性，牠們彼此間會爭鬥以爭取交配權。其交配過程曾有數次目擊記錄，首先為“跟隨期”，此時一群雄儒艮會游在雌性身旁，而雌性會想辦法逃開牠們；接下來是一段激烈的活動，雄性會用尾鰭拍水、潑水並不斷旋轉；然後才開始交配，此時雄性會由下方抱住雌性，而其他雄性會彼此推擠並同時抱住雌性。懷孕期至少在12至14個月以上，一胎幾乎都只產下一隻幼獸，幼儒艮約3個月左右即開始攝食固體食物，但多半要到18個月大時才斷奶，之後還會留在母親身邊數年。儒艮終年皆可生產，但似乎有季節性的高峰期。生殖間隔由2年半至7年不等。

### 食性
儒艮僅攝食海床底部生長的植物，深度約在1到5公尺左右，以多種海生植物的根、莖、葉，與部分藻類等為食，常會吃掉整株植物。牠們不會使用門牙來咬斷海草，而是以其大而可抓握的吻來攝食。有時牠們會留下一條啃食過的痕跡，當退潮時海草林露出水面即可見到。儒艮一般白天或晚上皆會進食，但在人類活動頻繁的地區則多半在晚上覓食。

## 現狀
與海牛一樣，儒艮族群量減少的主因也是人類活動的干擾。由阿拉伯聯合大公國的考古遺址中發現的儒艮骨頭推測，儒艮至少已被獵捕4,000年以上。儒艮全身都具有商業價值，除了肉可食用外，1頭成年儒艮可提煉24至56公升的油，皮膚可製成皮革，而牠們緻密的骨頭被當作象牙的替代品用於雕刻之用，不斷的捕獵造成部分地區族群急劇地減少，例如在17至19世紀間，馬達加斯加族群被大量捕殺以取得其肉。至今在牠們大部分的棲地內仍不斷遭到獵殺，有時還會在市場上公開販賣。在澳洲，儒艮已被列為保育類動物，僅部分地區有原住民獵人的捕獵。除此之外，儒艮也常死於漁業拖網、海邊保護游泳者的防鯊魚網、捕海龜網與炸魚等。牠們也是原油汙染的犧牲者，在1983年Nowrus號油輪於波斯灣翻覆事件，以及波斯灣戰爭期間的原油汙染等都造成牠們死亡率的明顯提升。已知的天然威脅包括暴風雨、寄生蟲與鯊魚、虎鯨的捕食。澳洲也許是目前族群量最多的地區，估計約有85,000頭，其中在巴布亞新幾內亞與澳洲之間的托列斯海峽（Torres Strait）有超過24,000頭的儒艮生存；其他數量最多的地區在波斯灣，估計約有7,000頭。
2010－2011年昆士蘭洪水造成大量淡水沖進海裡。海水的鹽度急遽下降使海草死亡，進而使昆士蘭灣區的海龜與儒艮餓死，亦使儒艮生態遭受打擊。

### 引用
1. ↑  .   [2019-09-09]. （原始内容存档于2020-09-24）.
2. ↑  Marsh, H. & Sobtzick, S. . The IUCN Red List of Threatened Species 2015.   [2018.7.28].
3. ↑  . 中央社. 2025-03-28 （中文（臺灣））.
4. ↑  . PanSci 泛科學. 2011-10-01  [2017-03-09]. （原始内容存档于2020-11-28） （中文（臺灣））.